# بولكا (رقصة)

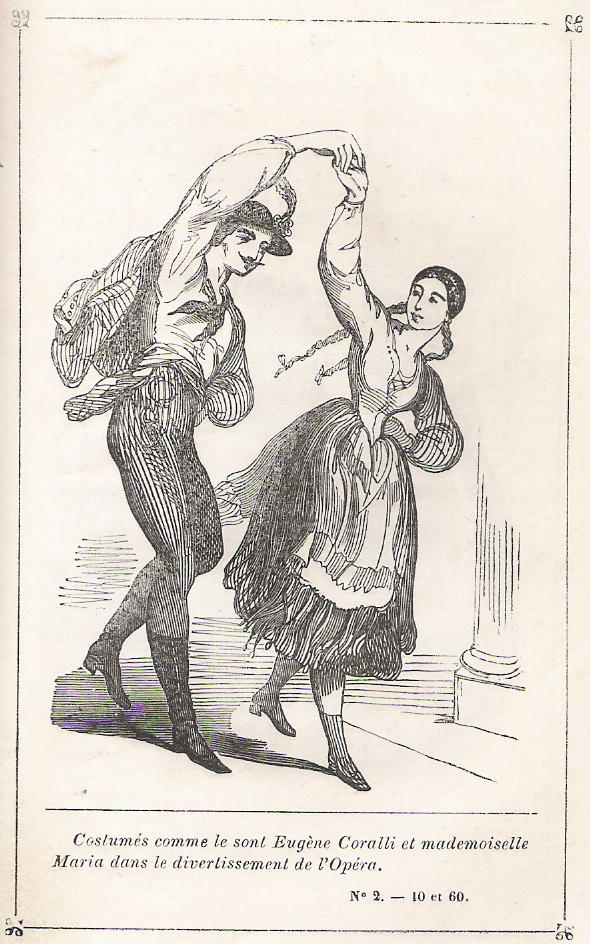
رسم لرقصة البولكا

البولكا (بالتشيكية:Polka) رقصة أصلها من بوهيميا. أطلقت في بادئ الأمر على رقصة بوهيمية ريفية كانت متداولة في القرى وفي المنتديات الشعبية. وفي عام 1840 أخذت البولكا طريقها نحو المسرح، وانتشرت في صالونات النبلاء والاشراف. تتميز البولكا بطابع خفيف مرح.